# António Pascoal de Espanha
Antônio Pascoal de Espanha (31 de Dezembro de 1755 - 20 de Abril de 1817), foi um infante de Espanha, filho do rei Carlos III e irmão mais novo dos reis Carlos IV de Espanha e Fernando IV de Nápoles.

## Biografia

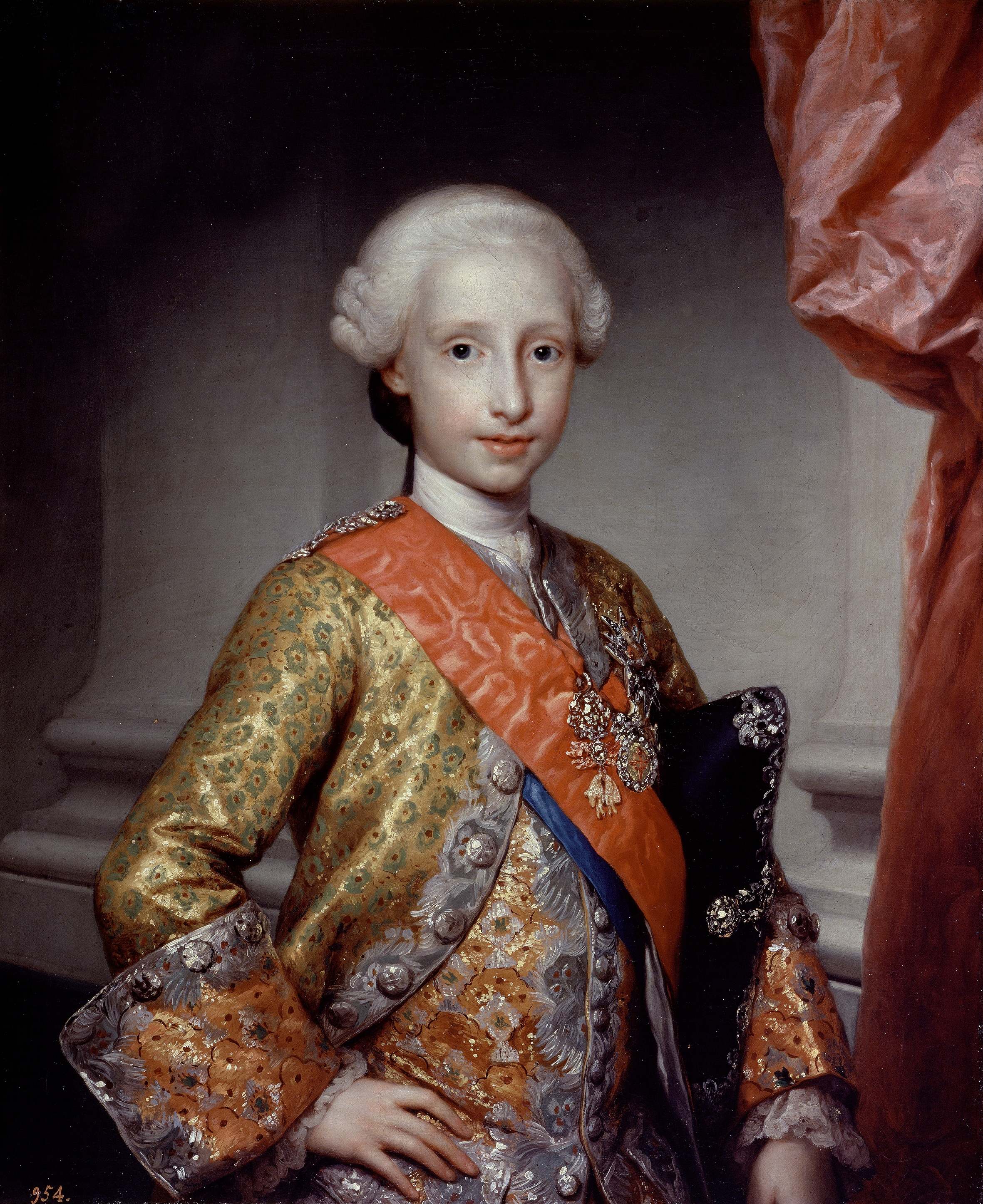
António Pascoal.

António Pascoal nasceu no Palácio de Acquaviva, em Caserta, onde vivia a família real antes da construção do Palácio Real de Caserta. Este bondoso infante foi o filho mais inteligente e trabalhador de Carlos III, logo a seguir ao seu falecido irmão, o infante Gabriel. Tal como ele, foi celebrado como um humanista, muito dedicado às artes. Era muito parecido fisicamente com o seu irmão, o rei Carlos IV.

## Casamento e filhos
Com 40 anos, ele se casou em 25 de agosto de 1795, com Maria Amália, filha de 16 anos de seu irmão Carlos IV em um casamento duplo onde a irmã mais nova de Maria Amália, Maria Luísa casou com Luís, Duque de Parma. Ela morreu três anos depois no parto após dar à luz um filho morto.

## Era napoleônica
Era partidário do príncipe Fernando e apoiava cordialmente o partido da paz.
Foi líder da Junta Suprema do Governo, sendo nomeado para este cargo pelo seu sobrinho, o rei Fernando VII, enquanto este negociava com Napoleão em Baiona com o objectivo de chegar a um entendimento com as tropas francesas e tentar alcançar a harmonia entre os dois países.
Durante a Guerra da Independência, esteve exilado com a família em Valençay. Quando regressou a Espanha, desempenhou altos cargos administrativos. Foi sempre um partidário firme do absolutismo e tinha à sua volta os mais importantes membros do partido realista.
De acordo com Benito Pérez Galdós, o infante:
"costuma ocupar os seus tempos livres entre os ofícios de carpinteiro e encadernador com o cultivo da arte de tocar flauta de pã (...) nunca vi uma figura melhor humorada. Tinha o costume de cumprimentar toda a gente por quem passada com a mesma solenidade e cortesia (...) que era quase possível confundi-lo com qualquer sacristão de uma paróquia. Era, de entre todos os membros da família real, aquele que me parecia ter melhor carácter. Mais tarde percebi que me tinha enganado quando o julgava o mais benévolo dos homens."
Envolveu-se nas obras de restauro do Sítio Real de Isabel, em Sacedón, submerso desde 1755 pelas águas do reservatório de Buendía.

## Genealogia
| António Pascoal de Espanha | Pai: Carlos III de Espanha   | Avô paterno: Filipe V de Espanha     | Bisavô paterno: Luís, o grande delfim de França              |
| António Pascoal de Espanha | Pai: Carlos III de Espanha   | Avô paterno: Filipe V de Espanha     | Bisavó paterna: Maria Ana Vitória de Baviera                 |
| António Pascoal de Espanha | Pai: Carlos III de Espanha   | Avó paterna: Isabel Farnésio         | Bisavô paterno: Eduardo, Príncipe herdeiro de Parma          |
| António Pascoal de Espanha | Pai: Carlos III de Espanha   | Avó paterna: Isabel Farnésio         | Bisavó paterna: Doroteia Sofia de Neuburgo                   |
| António Pascoal de Espanha | Mãe: Maria Amália da Saxônia | Avô materno: Augusto III da Polônia  | Bisavô materno: Augusto II da Polônia                        |
| António Pascoal de Espanha | Mãe: Maria Amália da Saxônia | Avô materno: Augusto III da Polônia  | Bisavó materna: Cristiana Everadina de Brandemburgo-Bayreuth |
| António Pascoal de Espanha | Mãe: Maria Amália da Saxônia | Avó materna: Maria Josefa da Áustria | Bisavô materno: José I, Sacro Imperador Romano-Germânico     |
| António Pascoal de Espanha | Mãe: Maria Amália da Saxônia | Avó materna: Maria Josefa da Áustria | Bisavó materna: Guilhermina Amália de Brunsvique-Luneburgo   |